# Liste der Nummer-eins-Hits in den Niederlanden (1978)
Diese Liste enthält alle Nummer-eins-Hits in den Niederlanden im Jahr 1978. Es gab in diesem Jahr 13 Nummer-eins-Singles und zehn Nummer-eins-Alben.
| Singles | Alben |
| --- | --- |
| - Wings – Mull of Kintyre - 5 Wochen (24. Dezember 1977 – 27. Januar 1978) - Scott Fitzgerald & Yvonne Keeley – If I Had Words - 7 Wochen (28. Januar – 17. März) - Blondie – Denis - 3 Wochen (18. März – 7. April) - Bee Gees – Stayin’ Alive - 3 Wochen (8. April – 28. April) - Boney M. – Rivers of Babylon / Brown Girl in the Ring - 9 Wochen (29. April – 30. Juni) - John Travolta & Olivia Newton-John – You’re the One That I Want - 9 Wochen (1. Juli – 1. September) - Luv’ – You’re the Greatest Lover - 4 Wochen (2. September – 29. September) - Frankie Valli – Grease - 2 Wochen (30. September – 13. Oktober) - Olivia Newton-John – Hopelessly Devoted to You - 4 Wochen (14. Oktober – 10. November) - 10cc – Dreadlock Holiday - 3 Wochen (11. November – 1. Dezember) - Foxy – Get Off - 2 Wochen (2. Dezember – 15. Dezember) - Luv’ – Trojan Horse - 1 Woche (16. Dezember – 22. Dezember) - Meat Loaf – Paradise by the Dashboard Light - 3 Wochen (23. Dezember 1978 – 19. Januar 1979) | - Vader Abraham – In Smurfenland - 4 Wochen (24. Dezember 1977 – 20. Januar 1978) - ABBA – The Album - 5 Wochen (21. Januar – 24. Februar) - Tol Hansse – Moet niet zeuren! - 6 Wochen (25. Februar – 7. April) - Kate Bush – The Kick Inside - 2 Wochen (8. April – 21. April) - The Wings – London Town - 2 Wochen (22. April – 5. Mai) - Saturday Night Fever - 8 Wochen (6. Mai – 30. Juni, insgesamt 9 Wochen) - BZN (Band Zonder Naam) – You're Welcome - 1 Woche (1. Juli – 7. Juli) - Boney M. – Nightflight to Venus - 5 Wochen (8. Juli – 11. August) - Saturday Night Fever - 1 Woche (12. August – 18. August, insgesamt 9 Wochen) - Grease: The Original Soundtrack from the Motion Picture - 15 Wochen (19. August – 1. Dezember, insgesamt 19 Wochen; → 1991) - Meat Loaf – Bat Out of Hell - 15 Wochen (2. Dezember 1978 – 16. März 1979) |